# Virgin Interactive
Virgin Interactive Entertainment fue una empresa publicadora de videojuegos muy exitosa. Fue creada en 1983 con el nombre de Virgin Games y recogió parte de Mastertronics, empresa que fue comprada por Virgin en 1987. Fue parte del grupo Virgin y fue considerada "Electronic Arts" en Europa. En 1993 fue renombrada a Virgin Interactive Entertainment.
Publicó juegos para PC así como para otros sistemas como Amiga, ZX Spectrum, Amstrad CPC, C64, Super Nintendo Entertainment System y para Sega Mega Drive.

## Historia
Fue creada con el nombre de Virgin Games en 1983 y recogió parte de Mastertronics, empresa que fue comprada por Virgin en 1987. Fue parte del grupo Virgin y llegó a ser considerada la "Electronic Arts de Europa". En 1994 fue renombrada a Virgin Interactive.
Ayudó a la carrera de muchos desarrolladores de videojuegos incluyendo Westwood Studios (desarrolladores de Dune II y Command & Conquer) y Synergistic, por ejemplo. También muchos trabajadores de Shiny Entertainment, como David Perry, estuvieron en Virgin (concretamente en Virgin Games USA) antes de irse para realizar Earthworm Jim. Otros alumnos famosos de Virgin son el compositor Tommy Tallarico, el artista Doug Diez Naplel, el diseñador David Bishop, el animador Bill Kroyer, los animadores y artistas Andy Luckey y Miguel Dietz y el programador Andy Astor.
En 1994 Virgin crea el proceso de "Digicel", que originalmente era para un juego inédito llamado "Dynoblaze". Este proceso estaba formado por el Doctor Stephen Clarke-Wilson, David Perry, David Bishop, Bill Kroyer, Mike Dietz, Andy Luckey y Andy Astor. La tecnología resultante fue utilizada en los juegos Disney Aladdín y El rey león, ambos para Super Nintendo y Mega Drive.
La empresa fue adquirida en 1999 por el publicador de videojuegos francés, Titus Software que cambió su nombre el 1 de julio de 2003 al de Avalon Interactive. Las operaciones británicas fueron adquiridas por una empresa de Tim Chaney en 1998 y las operaciones de los Estados Unidos fueron vendidas a Electronic Arts como parte de la compra de Westwood Studios ese mismo año.

### Nombres
- Virgin Games, Ltd. (de 1983 a 1988)
- Virgin Mastertronic Ltd. (de 1988 a 1991)
- Virgin Games, Ltd. (de 1991 a 1993)
- Virgin Interactive Entertainment (Europe) Ltd. (de 1993 a 2003)
- Avalon Interactive (de 2003 a 2005)

## Videojuegos
- Falcon Patrol (1983)
- Falcon Patrol II (1984)
- Sorcery (1984)
- The Biz (1984)
- Strangeloop (1985)
- Doriath (1985)
- Gates of Dawn (1985)
- Hunter Patrol (1985)
- Now Games (compilaciones) (1985–1988)
- Dan Dare: Pilot of the Future (1986)
- Shogun (1986)
- Action Force (1987)
- Action Force II (1988)
- Double Dragon II (versión europea de C64) (1989)
- Risk: The World Conquest Game, The Computer Edition of (1989)
- Silkworm (1989)
- Golden Axe (versión europea de Amiga) (1990)
- Conflict: Middle East Political Simulator (1990)
- Supremacy: Your Will Be Done (Overlord) (1990)
- Spot: The Video Game (1990)
- Wonderland (1990)
- Chuck Rock (1991)
- Robin Hood: Prince of Thieves (1991)
- Corporation (1991)
- Jimmy White's Whirlwind Snooker (1991)
- Realms (1991)
- Channel Racers (SNES americana/Genesis) (1991)
- Alien3 (versión americana de Amiga) (1992)
- Prince of Persia (versión americana de NES) (1992)
- Dune (1992)
- Dune II (1992)
- Archer McLean's Pool (1992)
- European Club Soccer (1992)
- Floor 13 (1992)
- Global Gladiators (1992)
- The Terminator (1992)
- M.C. Kids (1992)
- Monopoly Deluxe (1992)
- Jeep Jamboree: Off Road Adventure (1992)
- RoboCop Versus The Terminator (1993)
- Cannon Fodder (1993)
- Chuck Rock II: Son of Chuck (1993)
- Superman: The Man of Steel (solo Europa) (1993)
- Dino Dini's Goal (1993)
- Dragon: The Bruce Lee Story (1993)
- Lands of Lore: The Throne of Chaos (1993)
- Reach for the Skies (1993)
- The 7th Guest (1993)
- Cool Spot (1993)
- Chi Chi's Pro Challenge Golf (1993)
- Super Slam Dunk (1993)
- Super Caesars Palace (1993)
- Super Slap Shot (1993)
- Disney's Aladdin (1993)
- Cannon Fodder 2 (1994)
- Doom II: Hell on Earth (versión europea para PC) (1994)
- Earthworm Jim (solo Europa) (1994)
- Jammit (solo América) (1994)
- Super Dany (solo Europa) (1994)
- Beneath a Steel Sky (1994)
- Walt Disney's The Jungle Book (1994)
- Dynamaite: The Las Vegas (1994)
- The Lion King (1994)
- Demolition Man (1994)
- Battle Jockey (1994)
- Channel Racers 2 (1994 SNES americana/Game Gear/Genesis) ()
- The 11th Hour (1995)
- Creature Shock (1995)
- Earthworm Jim 2 (solo Europa) (1995)
- Spot Goes To Hollywood (1995)
- Lone Soldier (solo Japón) (1996)[1]
- Cyberia 2 (1995)
- The Daedalus Encounter (1995)
- F1 Challenge (1995)
- Flight Unlimited (1995)
- Hyper 3-D Pinball (1995)
- SuperKarts (1995)
- Zone Raiders (1995)
- Lost Eden (1995)
- Kyle Petty's No Fear Racing (1995)
- Command & Conquer (1995)
- Gurume Sentai Barayarō (1995)
- World Masters Golf (1995)
- Rendering Ranger: R2 (1995)
- The Mask (solo Japón) (1996)
- Resident Evil (versiones para Europa y PC) (1996)
- Ghen War (Europa/Japón) (1996)
- NHL Powerplay '96 (1996)
- Street Fighter Alpha 2 (solo Europa) (1996)
- Time Commando (solo Japón) (1996)
- Broken Sword: The Shadow of the Templars (1996)
- Command & Conquer: Red Alert (1996)
- Disney's Pinocchio (1996)
- Queensrÿche's Promised Land (1996)
- Toonstruck (1996)
- Golden Nugget (1997)
- Grand Slam (1997)
- Subspace (1997)
- Agent Armstrong (1997)
- Black Dawn (1997)
- Agile Warrior: F-111X (1997)
- Blam! Machinehead (solo Japón) (1997)
- CrimeWave (solo Japón) (1997)
- Marvel Super Heroes (solo Europa) (1997)
- NanoTek Warrior (1997)
- Lands of Lore: Guardians of Destiny (1997)
- Broken Sword II: The Smoking Mirror (1997)
- Mega Man X3 (versiones PS1 y Saturn, solo Europa) (1997)
- NHL Powerplay '98 (1997)
- Sabre Ace: Conflict Over Korea (1997)
- Ignition (1997)
- Bloody Roar (solo Europa) (1998)
- Magic & Mayhem (solo Europa) (1998)
- R-Types (solo Europa) (1998)
- Rival Schools: United By Fate (solo Europa) (1998)
- Resident Evil 2 (solo Europa) (1998)
- Street Fighter Collection 2 (solo Europa) (1999)
- Bloody Roar 2 (solo Europa) (1999)
- Bomberman (solo Europa) (1999)
- Bomberman Quest (solo Europa) (1999)
- Capcom Generations (solo Europa) (1999)
- Kagero: Deception II (solo Europa) (1999)
- Dino Crisis (solo Europa) (1999)
- Holy Magic Century (solo Europa) (1999)
- Street Fighter EX2 Plus (solo Europa) (1999)
- Marvel Super Heroes vs. Street Fighter (solo Europa) (1999)
- Street Fighter Alpha: Warriors' Dreams (solo Europa) (1999)
- Marvel vs. Capcom: Clash of Super Heroes (solo Europa) (2000)
- Tech Romancer (solo Europa) (2000)
- Operation WinBack (solo Europa) (2000)
- Marvel vs. Capcom 2: New Age of Heroes (solo Europa) (2000)
- Bomberman Fantasy Race (solo Europa) (2000)
- Plasma Sword: Nightmare of Bilstein (solo Europa) (2000)
- Street Fighter III: Double Impact (solo Europa) (2000)
- Street Fighter Alpha 3 (solo Europa) (2000)
- Dino Crisis 2 (solo Europa) (2000)
- Gunlok (solo Europa) (2000)
- Super Runabout: The Golden State (solo Europa) (2000)
- Strider 2 (solo Europa) (2000)
- Giga Wing (solo Europa) (2000)
- Capcom vs. SNK (solo Europa) (2000)
- Resident Evil 3: Nemesis (solo versión europea de Dreamcast) (2000)
- Trick'N Snowboarder (solo Europa) (2000)
- Jimmy White's 2: Cueball (2000)
- Pocket Racing (solo Europa) (2000)
- Mr. Driller (Versiones europeas de GBC y Dreamcast) (2000)
- JoJo's Bizarre Adventure (solo Europa) (2000)
- Street Fighter III: 3rd Strike (solo Europa) (2000)
- Evolva (solo Europa) (2000) https://en.wikipedia.org/wiki/Evolva
- Project Justice (solo Europa) (2000)
- Heist (solo Europa) (2000)
- Gunbird 2 (solo Europa) (2001)
- European Super League (solo Europa) (2001)
- 3D Pocket Pool (solo Europa) (2001)
- Project Justice: Rival Schools 2 (solo Europa) (2001)
- Bloody Roar III (solo Europa) (2001)
- Original War (2001)
- Screamer 4x4 (2001)
- Codename: Outbreak (2001)
- Lotus Challenge (versión europea de PS2) (2001)
- Magic & Mayhem: The Art of Magic (solo Europa) (2001)
- Jimmy White's Cueball World (exclusivo de Europa) (2001)
- Resident Evil: Gaiden (solo Europa) (2001)
- NightStone (2002)
- Guilty Gear X (solo Europa) (2002)

Source: Giant Bomb

## Virgin Play
En 2002, Tim Chaney compraría la filial española Virgin Interactive España SA de Titus Software, y les permitió permanecer como una empresa de la marca Virgin, renombrándose a Virgin Play el 14 de mayo de 2002. 
Virgin Play se mantuvo exclusivamente como distribuidora de videojuegos hasta 2005, cuando se expandió a la publicación de juegos con videojuegos como "Torrente 3: El Protector", "Final Armada" y "Dead 'n' Furious".
En 2007, el lado editorial de Virgin Play cambió su nombre a V.2 Play, junto con la apertura de una oficina en Portugal que también se comercializó bajo el nombre de V.2 Play.
En septiembre de 2008, Tim Chaney dejó Virgin Play para dirigir su propia compañía de juegos. En mayo de 2009, la compañía declaró la insolvencia y cesó todas las operaciones en septiembre de ese año.